# Azaria II
Azaria II – duchowny Apostolskiego Kościoła Ormiańskiego, w latach 1683–1686 jeden z patriarchów tego Kościoła, Patriarcha-Katolikos Wielkiego Domu Cylicyjskiego.